# Слідство ведуть Колобки (мультфільм, 1983)
«Слідство ведуть Колобки» — цикл з двох радянських лялькових мультфільмів 1983 року, знятий режисером Аїдою Зябликової.

## Сюжет

### Частина перша «Слідство перше»
Перша частина заснована на творі Едуарда Успенського «Колобок йде по сліду». До співробітників НПДД (невідкладного пункту добрих справ), Колобку і Булочкіну, звернулася літня громадянка-пенсіонерка Петрового хреста. Пропав її онук Міша. Бабуся виявила таку записку:
|  | Палажите на бл. пл. на гор. кл. шест катлет три покета малака и один вилку, иначи вашиму рибёнку будит пл. (Покладіть на білу плиту на міському кладовищі шість котлет, три пакети молока і одну вилку, інакше вашій дитині буде погано.) |

Дошкільник відвідував безліч різних гуртків і секцій (займався фігурним катанням, плавання, бігом і малювання, грав на арфа і т. д.), що йому не подобалося. Хлопчик пішов з дому. Його знайшли вночі в човні на березі озера.

### Частина друга «Викрадення століття»
Сценарієм послужив «Розповідь про викрадення століття». Сищик Колобок і Булочкін розслідують крадіжку візка з морозива. Морозивник знайшов на місці події чорного кошеня. Візок знайшла Паркова двірничиха. Крім морозива, у візку були знайдені ґудзик «квадратна блакитна з чотирма дірочками» і три монети («дві великих і жовтих» і «одна маленька біла» — 2 по 5 копійок і 10 копійок, на загальну суму 20 копійок). Булочкін і морозивник в результаті невдалого слідчого експерименту застудилися і потрапили в лікарню (вони з'ясовували, скільки пачок морозива може з'їсти одна людина за час, протягом якого був відсутній візок, тобто за годину). Там вони і знайшли дітей, які вкрали морозиво, які, точно так само з'ївши занадто багато морозива, опинилися в лікарні раніше. Саме діти, які намагалися купити «шість пачок» за 20 копійок і гудзик, підкинули для відволікання уваги кошеня. Морозивник докоряє дітей, ті лякаються, що їх заарештують. Але морозивник каже, що Він прощає їх, раз діти зізналися, але кошеня тепер залишить собі.

## Ролі озвучували
- Всеволод Абдулов — Колобок
- В'ячеслав Невинний — Булочкін
- Тетяна Пельтцер — громадянка Петрова
- Георгій Віцин — морозивник
- Зінаїда Наришкіна — перша старенька / скаржиться жінка похилого віку
- Лідія Корольова — друга старенька / двірничиха

Творча група:
- Автор сценарію — Едуард Успенський
- Режисер — Аїда Зябликова
- Художник-постановник — Геннадій Смолянов
- Оператор — Леонард Кольвінковський
- Композитори — Микита Богословський (1 серія), Михайло Меєрович (2 серія)
- Звукооператор — Віталій Азаровський
- Художники-мультиплікатори — Володимир Кадухін, Марія Карпінська, Алла Гришко
- Асистент режисера — Олена Димова
- Ляльки та декорації виготовили — Юрій Одинцов, Андрій Дегтярьов, Олександра Ноздріна, Тетяна Сімухіна, Леонід Доронін, Олена Покровська, Анатолій Гнеданський, Анна Мулюкіна
- Монтажер — Галина Дробинина
- Редактори — Аліса Феодоріді, Олександр Тимофєєвський
- Директор — Олена Бобровська

## Видання на відео
В кінці 1980-х і початку 1990-х років мультфільм випущений відеокомпанією «електроніка-Відео» на відеокасетах. В середині 1990-х років мультфільм випущений в VHS-збірці «Кращі радянські мультфільми» «Studio PRO Video». У 1996 році випущений компанією «Відеовосток» на відеокасетах.
У 2000 році компанія «Майстер тейп» спільно з концерном «Союз Відео» за підтримки Держтелерадіофонду надала ліцензійні VHS-копії з майстер-касети Betacam SP цілий цикл мультфільмів «Дитячий кінотеатр: Слідство ведуть Колобки» спільно з кращими мультфільмами ТО «Екран» Олександра Татарського і «Новосілля у братика Кролика» у системі PAL.
З 2002 року випускався на DVD у збірці мультфільмів Олександра Татарського «Падав торішній сніг» зі звуком Stereo 2.0 вперше в системі NTSC. Також випущений на дисках MPEG-4, а також на DVD дистриб'ютором ІДДК в однойменному збірнику мультфільмів в системі PAL. У середині 2000-х поширювався на «піратських» DVD на каналах Dolby Digital, MPEG 2.0 і в різних системах (PAL/NTSC).

## Цікаві факти
Дія мультфільму відбувається ще за часів СРСР, проте Колобок і Булочкін в спілкуванні як між собою, так і з клієнтами бюро використовують справжнісінький відеотелефон.